# MPEG-4 Part 3
MPEG-4 és un grup d'estàndards el qual conté diverses "parts". Cada part estardarditza diverses entitats referents a multimèdia, tal com àudio, vídeo i formats d'arxius.
MPEG-4 Part 3 (anomenat formalment ISO/IEC 14496-3) és la tercera part de l'estàndard de l'ISO/IEC MPEG-4. Aquest especifica els mètodes de codificació d'àudio que proposa aquest estàndard.

## Origen de l'estàndard AAC
L'AAC (Advanced Audio Coding)es basa en una millora de l'estàdard MPEG-2 Part 7, amb la intenció de proporcionar àudio de més qualitat per a una mateixa taxa de bits.
Actualment però, no se sap de cap reproductor o codificador que diferencïi aquests dos estàndards i els fagi incompatibles. Aquest fet caviarà en un futur breu, quan comencin a aparèixer codificadors que explotin els avantatges de l'AAC.

Múltiples codificadors d'AAC:
- Low Complexity Advanced Audio Coding (LC-AAC)
- High-Efficiency Advanced Audio Coding (HE-AAC)
- Scalable Sample Rate Advanced Audio Coding (AAC-SSR)
- Bit Sliced Arithmetic Coding (BSAC)
- Long Term Predictor (LTP)

## HE-AAC
HE-AAC és una extensió de l'AAC que es basa a utilitzar la replicació de banda espectral (Spectral Band Replication) i l'estèreo paramètric (Parametric Stereo). El primer d'aquests mètodes es dedica a fer una codificació en el domini freqüencial (aprofitant les característiques de resposta en freqüència del sistema auditiu humà), mentre que el segon la fa en el domini espacial. Està dissenyat per incrementar l'eficiència de codificació a taxes de bits baixes usant una representació paramètrica del senyal d'àudio.

## AAC-SSR
AAC Scalable Sample Rate va ser introduït a l'estàndard MPEG-4 per part de la Sony. Primer, el senyal d'àudio se separa en 4 bandes usant un banc de filtres de quadratura de polifase (PQF). Aleshores, a aquestes quatre bandes se'ls aplica la transformada discreta del cosinus modificada de mida "k", que pren per valor 32 o 256. Aquest cas és similar a MPEG-4 AAC, el qual usa l'MDCT amb una mida "k" de 128 o 1024 directament sobre el senyal.
L'avantatge d'aquesta tècnica és que pots commutar els bolcs petits per a cada banda que et dona el banc de filtres. D'aquesta manera, les altes freqüències es poden codificar amb blocs més petits i així incrementar la resolució temporal. Altrament, les freqüències baixes es poden codificar amb una resolució espectral més elevada. Tot i això, degut a l'aliàsing entre les diferents bandes del PQF, tenim una eficiència pitjor que l'MPEG-4 AAC en aquest sentit.
La codificació de MPEG-4 AAC-SSR és molt similar a la dels sistemes ATRAC i ATRAC-3.

### Per què es va introduir l'AAC-SSR?
La idea que està darrere de l'AAC-SSR no és només l'avantatge anomenat anteriorment, sinó la possibilitat de seleccionar si volem descartar una, dues o tres de les bandes PQF superiors en el nostre descodificador. Això s'anomena escalabilitat, i ens permet reduir la taxa de bits que rebem senzillament seleccionant quina part de la informació del senyal volem descodificar i ignorant la resta.
Exemple:
- 4 subbandes: taxa de bits = 128 kbit/s, freqüència de mostreig = 48 kHz, f_passbaix = 20 kHz
- 3 subbandes: taxa de bits ~ 120 kbit/s, freqüència de mostreig = 48 kHz, f_passbaix = 18 kHz
- 2 subbandes: taxa de bits ~ 100 kbit/s, freqüència de mostreig = 24 kHz, f_passbaix = 12 kHz
- 1 subbanda: taxa de bits ~ 65 kbit/s, freqüència de mostreig = 12 kHz, f_passbaix = 6 kHz

## BSAC
Bit Sliced Arithmetic Coding és un estàndard d'MPEG-4 (ISO/IEC 14496-3 subpart 4) per a codificació escalable d'àudio. BSAC utilitza una codificació alternativa d'AAC sense soroll i amb la resta del processament igual que l'original. Aquest suport per a l'escalabilitat permet una qualitat de so gairebé transparent per a taxes de 64 kbps i una degradació baixa per a bitrates menors. La codificació amb BSAC respon millor per a bitrates continguts en el rang de 40 a 64 kbps, tot i que opera entre 16 i 64 kbps. La codificació AAC-BSAC s'utilitza en aplicacions de radiodifusió multimèdia digital (DMB).